# El último cow-boy
El último cow-boy è un lungometraggio argentino del 1954 diretto da Juan Sires.

## Trama
Uno sceriffo improvvisato e il suo vice riportano l'ordine in una città.